# L'Encerclement
L'Encerclement - La démocratie dans les rets du néolibéralisme (literalment en català “l'encerclament - la democràcia dins les xarxes del neoliberalisme”) és un film documental produït al Quebec realitzat per Richard Brouillette, publicat l'any 2008. A través de les reflexions i les anàlisis de diversos intel·lectuals de renom, aquest documental traça un retrat de la ideologia neoliberal i examina els diferents mecanismes posats en marxa per a imposar mundialment els seus dictats. Al llarg de l'obra intervenen Noam Chomsky, Ignacio Ramonet, Normand Baillargeon, Susan George, Omar Aktouf, Oncle Bernard, Michel Chossudovsky, François Denord, François Brune, Martin Masse, Jean-Luc Migué, Filip Palda o Donald Boudreaux. L'Encerclement està constituït per deu capítols agrupats en dues grans parts.

## Estructura del film
L'Encerclement consta de deu capítols i es desglosa en dues grans parts.

### Primera part: retrat general de la ideologia neoliberal
Capítol 1. IntroduccióIgnacio Ramonet revisa dos articles seus publicats a Le monde diplomatique a mitjans dels anys 90 que són un bon resum de la problemàtica abordada pel film: Règims globalitaris i El pensament únic.
Capítol 2.OrígensFrançois Denord reconstrueix els orígens de la ideologia neoliberal. Destacant primer les condicions que han afavorit la seva eclosió, i a continuació el que es considera els dos actes fundadors del moviment neoliberal: el Colloque Walter Lippmann (1938) i la fundació de la Société Mont Pelerin (1947) que es convertirà en la casa mare de la Internacional neoliberal.
Capítol 3.En el cor de la xarxa neoliberal, els Think tanksFrançois Denord descriu com la Societat Mont Pelerin ha creat diverses associacions i think-tanks, en les que el rol essencial va ser propagar la ideologia neoliberal en l'esfera pública amb la finalitat que l'adoptés el major nombre de persones possible. Noam Chomsky explica com l'emergència dels think-tanks ha permès dirigir cap a la dreta l'opinió pública que, en els anys 60, es feia cada vegada més contestatària. Després, transporta l'espectador a un seminari d'estudiants organitzat pel Fraser Institute i l'Institut économique de Montréal on escoltam a Filip Palda anunciant quins han de ser els límits de l'estat, i Donald J. Boudreaux que explica com el capitalisme industrial ha contribuït a des-contaminar el medi ambient.
Capítol 4.Petita antologia liberal – Libertarianisme i teoria de les Opcions d'elecció públiquesMartin Masse desenvolupa sa visió del libertarianisme, filosofia que ell abraça per complet i que posa l'accent en la llibertat individual preconitzant una extrema limitació dels poders de l'Estat. Jean-Luc Migué traça les grans línies de la teoria de les opcions d'elecció públiques anunciant que l'adopció de les mesures polítiques governamentals no és motivada per l'interès col·lectiu, sinó pels interessos particulars de diferents grups socials. Masse i Migué fan torns per denunciar la ineficàcia de l'Estat i la injustícia generada per ses accions coercitives, alabant el dret a la propietat privada i l'eficàcia del mercat lliure.
Capítol 5.CrítiquesNormand Baillargeon, Noam Chomsky, Susan George, Oncle Bernard i Omar Aktouf es succeeixen en la pantalla per a construir una crítica de les teories liberals clàssiques represes pels neoliberals: la teoria de la mà invisible d'Adam Smith, la teoria dels avantatges comparatius de David Ricardo, el dret a la propietat de John Locke, etc. Mantenen, entre d'altres, que aquelles teories elaborades en els segles XVII i XVIII, que tenien el seu sentit en el context de l'economia d'aquella època llunyana, ja no poden aplicar-se en l'economia contemporània.

### Segona part: l'encerclament del pensament i de la democràcia pel neoliberalisme
Capítol 6.Propaganda i adoctrinament – l'educacióNormand Baillargeon parla dels desviaments de l'educació, que ha abandonat el seu rol de preparació per a la vida cívica, per a transformar-se en sistema de formació professional al servei de les empreses. Més endavant, recorda com el no compromís de l'estat a Amèrica del Nord ha permès a algunes empreses entrar a les escoles, sota el pretext de subministrar programes pedagògics o material didàctic, per a vessar sa propaganda a uns públics ingenus i captius. Omar Aktouf evoca seguidament el sense-sentit que creua actualment la societat i retorna sobre el deure de l'ensenyament, ara centrat en el mercat d'ocupació, que fa dels estudiants uns servidors-reproductors del sistema.
Capítol 7. Propaganda i adoctrinament – els mitjans de comunicacióNormand Baillargeon retorna sobre la Comissió Creel, que és l'origen de les tècniques modernes de formació d'opinió pública que aconsegueixen imposar una visió del món, un vocabulari, una forma de pensar, etc. François Brune demostra com la ideologia dominant aconsegueix imposar-se com a natural, com es dona per suposat. Ignacio Ramonet, per a finalitzar, explica com els mitjans de comunicació aconsegueixen crear la veritat establint l'equació «repetició és igual a demostració».
Capítol 8. Neoliberalisme o neocolonialisme – la força d'imposició dels mercats financersNoam Chomsky revela com els mercats financers aconsegueixen constituir un «senat virtual» que és el mateix que dicta als diferents governs del món les polítiques que han d'adoptar. Oncle Bernard descriu seguidament, les relliscades de les operacions fora balanç dels bancs privats que se sostreuen del control de l'Estat. Aborda seguidament el tema dels productes financers derivats, destacant que una de les característiques fonamentals del capitalisme contemporani consisteix a mantenir el risc per a poder-lo mercadejar. Després, Michel Chossudovsky explica de forma molt visual com són dirigits els atacs especulatius contra les monedes, posant com a exemple el won coreà durant la crisi asiàtica de 1997. Exposa que amb aquests atacs, els especuladors aspiren de fet a prendre possessió de l'economia sencera dels països assaltats.
Capítol 9. Neoliberalisme o neocolonialisme – la força d'imposició de les institucions de Bretton Woods o el consens de WashingtonOmar Aktouf descriu sis mesures entre les més importants dels plans d'ajustament estructural del Fons Monetari Internacional (FMI) i del Banc Mundial (BM): reducció de les despeses de l'Estat, privatitzacions, devaluació de la moneda, reorientació de l'economia nacional cap a les exportacions, veritat dels preus, així com liberalització de les inversions i veritat dels salaris. Detalla els efectes concrets i nefastos d'aquestes mesures per a les poblacions dels països en vies de desenvolupament. Susan George explica a continuació com l'Organització Mundial del Comerç (OMC) es posiciona per sobre de totes les lleis i de totes les convencions internacionals per a dictar sa pròpia llei i imposar unes des-reglamentacions econòmiques que donen avantatja davant tot a les transnacionals.
Capítol 10. Neoliberalisme o neocolonialisme – la força d'imposició de l'humanisme militar o «la guerra és la pau»Michel Chossudovsky retorna sobre els acords de Dayton, que posaren fi a la guerra de Bòsnia. Recorda que en un annex a aquells acords, els militars americans havien redactat ells mateixos la constitució de Bòsnia-Hercegovina. I com aquella constitució, que no tenia cap base ciutadana a Bòsnia-Hercegovina, instal·lava un govern colonial donant les regnes de l'economia a uns estrangers. Noam Chomsky conclou recordant que «l'humanisme militar» contemporani, amb ses missions de pau i d'alliberació que es presumeixen altruistes i humanistes, amaguen de fet unes guerres de conquesta.